# 图拉泰
图拉泰（義大利語：Turate），是意大利科莫省的一个市镇。总面积10.12平方公里，人口8981人，人口密度887.5人/平方公里（2009年）。ISTAT代码为013227。